# Misselvia
Misselvia, pseudonimo di Elvia Figliuolo (Potenza, 3 settembre 1924), è una paroliera italiana.

## Biografia
Potentina di nascita ma residente a Brugherio, in provincia di Monza e della Brianza, Misselvia è lo pseudonimo con cui Elvia Figliuolo ha firmato tutte le sue canzoni; insieme a Biri è stata una delle prime paroliere italiane.
Diventata segretaria di Giuseppe Gallazzi, titolare delle Edizioni musicali Francis Day, presto iniziò a tradurre in italiano le canzoni straniere edite in Italia dalla casa editrice (quelle non tradotte da lei erano firmate Gagis, pseudonimo dello stesso Gallazzi).
Esperta in lingua inglese, si dedicava per lo più a traduzioni dal repertorio d'oltremanica e d'oltreoceano.
Scelse Il nome Misselvia per l'iscrizione alla Siae unendo la parola inglese miss (signorina) al suo nome Elvia.
I suoi testi sono stati interpretati con successo da molti cantanti famosi: ricordiamo Caterina Valente, Iva Zanicchi, Adriano Celentano, Anita Traversi, Nada, Petula Clark, Bobby Solo, Michele, Dalida, Mina.
Spesso ha scritto testi per bambini; hanno partecipato allo Zecchino d'Oro i seguenti brani da lei scritti: nel 1964 Me l'ha detto un uccellino, nel 1967 La mini coda (entrambi su musica di Franco Mojoli) e nel 1972 Cik e Ciak (su musica di Rinaldo Prandoni). Uno dei suoi testi più famosi è I tre porcellini dai celebri versi "Siam tre piccoli porcellin, / siamo tre fratellin" per il cartone animato di Walt Disney.

## Le principali canzoni scritte da Misselvia
Abbiamo indicato solo il primo interprete, gli autori della musica e gli eventuali collaboratori al testo.
- 1953 - I tre porcellini per Gino Latilla e Carla Boni; nel 1967 reincisa da Rita Pavone, successivamente da Gigliola Cinquetti e infine dal Piccolo Coro dell'Antoniano e da Cristina D'Avena (musica di Ann Ronell e Frank Churchill)
- 1956 - Stupidella per Don Marino Barreto Jr., Natalino Otto, Wilma De Angelis e Bruno Rosettani; nel 1967 reincisa da Gloria Christian (musica di Bob Merrill)
- 1956 - Parole d'amore sulla sabbia per Pat Boone e Johnny Dorelli (musica di J. Fred Coots)[1]
- 1959 - Luna scura per Roby Milione (musica di Ned Miller)
- 1960 - Gloria per Mina (musica di Leon René)
- 1960 - Papà ama mamma per Caterina Valente (musica di Jo Moutet)
- 1961 - Rossetto sul colletto per Anita Traversi (musica di George Goehring)
- 1961 - Coccolona per Adriano Celentano e Anita Traversi (musica di George Goehring)
- 1962 - Canzone do Brasil per Michelino e il suo complesso (musica di Jo Moutet)
- 1963 - Pigro pomeriggio per Tina Franzi (musica di Edward Montagu)
- 1963 - Vieni a sciare con me per Alberto Redi e Tina Franzi (musica di Edward Montagu)
- 1963 - Un piccolo usignolo per Alberto Redi (musica di Edward Montagu)
- 1964 - Mi piace la gente per Lalla Castellano (musica di Rinaldo Prandoni)
- 1964 - Parleranno di me per Lalla Castellano (musica di Franco Mojoli)
- 1965 - Caro mio per Iva Zanicchi (in collaborazione con Tulio Trapani; musica di Lee Lange)
- 1965 - Felici fino a quando per Lalla Castellano (musica di Franco Mojoli)
- 1965 - Se per Iva Zanicchi (musica di Evans)
- 1966 - Per far piangere un uomo per Bobby Solo (musica di Les Reed)
- 1967 - Fa conto che per Michelle Sécher (testo originale di Hubert Ithier; musica di Gerard Henry Gustin)
- 1967 - Non sbagliare mai per Michelle Sécher (testo originale di Hubert Ithier; musica di Gerard Henry Gustin)
- 1967 - Non può cambiare il mondo per Lalla Castellano (musica di Les Reed e Barry Mason)
- 1967 - L'ultimo valzer per Fausto Cigliano e Dalida (musica di Les Reed e Barry Mason)
- 1968 - Io tornerò per Michele (musica di Les Reed e Barry Mason)
- 1968 - Kiss Me Good-bye per Petula Clark (musica di Les Reed e Barry Mason)
- 1969 - Il ricordo per Gitte (musica di Les Reed)
- 1969 - A lei per Junior Magli (musica di Les Reed e Barry Mason)
- 1969 - Les bicyclettes de Belsize per Nada (in collaborazione con Rinaldo Prandoni; musica di Les Reed e Barry Mason)
- 1970 - La mia vita è una giostra per Dalida (in collaborazione con Rinaldo Prandoni; musica di Les Reed)
- 1982 - Sentimentale per Le Sfingi e I Germano's (musica di Italo Salizzato)